# Noailles (Corrèze)
Noailles è un comune francese di 870 abitanti situato nel dipartimento della Corrèze nella regione della Nuova Aquitania.

## Società

### Evoluzione demografica
Abitanti censiti